# Stephen Kings Es
Stephen Kings Es ist ein zweiteiliger Fernseh-Horrorfilm aus dem Jahr 1990, der auf dem Roman Es von Stephen King basiert.

## Handlung
Die sieben Hauptfiguren – Bill Denbrough, Mike Hanlon, Ben Hanscom, Beverly Marsh, Stan Uris, Richie Tozier und Eddie Kaspbrak – sind zwölf Jahre alt, als sie einander 1960 in der Stadt Derry kennenlernen. Bill stottert, Mike ist schwarz, Ben ist übergewichtig, Beverly ist arm und wird von ihrem Vater misshandelt, Stan ist Jude, Richie ist ein hyperaktiver Brillenträger, Eddie ist klein und wird von seiner Mutter für kränklich gehalten. Niemand von ihnen wird von anderen Kindern akzeptiert. Deswegen schließen sie sich zusammen und nennen sich Klub der Verlierer. Probleme bereitet ihnen vor allem Henry Bowers, ein 14-jähriger Junge, der gerne kleinere Kinder verprügelt und währenddessen langsam den Verstand verliert.
In Derry verschwinden Kinder oder werden ermordet, eines der Opfer ist Bills jüngerer Bruder Georgie. Die Kinder entnehmen Berichten und einem Fotoalbum von Mike, dass alle 30 Jahre in Derry Unheil passiert, das von einer Es genannten, in der Kanalisation von Derry hausenden Kreatur ausgeht. Es kann die Gestalt der angsteinflößendsten Vorstellung derjenigen Person annehmen, die Es gerade überfällt. Meist tritt Es aber in der Gestalt des Clowns Pennywise auf. Henry und Prügelfreunde von ihm folgen den Klubmitgliedern in die Kanalisation. Henrys Freunde und scheinbar auch Henry selbst werden jedoch von Es getötet.
Die Klubmitglieder verletzen Es und verlassen die Kanalisation in dem Glauben, Es getötet zu haben. Sie verlieren einander aus den Augen. Bill wird ein erfolgreicher Schriftsteller, Ben Architekt, Beverly Modedesignerin, Richie Komiker, Stan Unternehmensberater und Eddie Leiter eines erfolgreichen Chauffeur-Unternehmens. Bis auf Mike vergessen alle ihre Kindheit; Mike ist in Derry geblieben und als Leiter der dortigen Stadtbibliothek nicht so weit aufgestiegen wie die anderen.
Im Jahr 1990 scheint Es wieder aufgetaucht zu sein. Als in kurzer Zeit erneut vier Morde geschehen und Mike beim vierten Mord neben dem Opfer ein Foto von Bills jüngerem Bruder Georgie findet, ruft er die restlichen Klubmitglieder an, um sie zur Vernichtung von Es zusammenzurufen. Stan begeht nach Mikes Anruf Selbstmord, indem er sich in einer Badewanne die Pulsadern aufschneidet. Die verbleibenden Klubmitglieder kommen nach Derry, werden dabei aber von bruchstückhaft einschießenden Kindheitserinnerungen gepeinigt. Wie sich herausstellt, lebt Henry noch. Er hat die Schuld für die Morde in Derry aus dem Jahr 1960 auf sich genommen, gilt als unzurechnungsfähig und ist in einer entsprechenden Einrichtung untergebracht. Dort sucht Es Henry in Gestalt eines früheren Freundes auf, welcher in der Kanalisation umgekommen ist, bewegt Henry dazu auszubrechen und sich am ‘Klub der Verlierer’ zu rächen, da Es von allein mit der Gruppe nicht fertig wird.
Die lebenden Mitglieder des Klubs treffen abends in einem Hotel zusammen, trinken und feiern ihr Wiedersehen. Sie wollen Es am nächsten Tag töten. Mike wird jedoch in seinem Zimmer von Henry angegriffen. Ben und Eddie kommen zur Hilfe und Henry wird getötet. Mike muss ins Krankenhaus. Nach dem Vorfall wollen die Freunde aufgeben, aber Bill bittet sie, ihm wie 30 Jahre zuvor beizustehen. Zusammen suchen sie in den Abwasserkanälen nach Es. Dort erscheint Bills jüngerer Bruder Georgie erneut in dem Papierboot, das ihn einst in die Fänge von Pennywise führte, und geleitet die zunächst verbliebenen fünf Klubmitglieder tiefer in die Kanalisation.
Vor einer kleinen Holztür, die zu Es führt, erklärt Eddie, keinen Menschen je so geliebt zu haben wie die Gruppe der Klubmitglieder. Gestärkt betreten die fünf eine Höhle, in der die Opfer von Es in Spinnenweben an der Decke hängen. Es erscheint als riesige Spinne. Die Gruppe besiegt Es endgültig, indem Beverly einen alten Ohrring aus Silber in den Bauch der Kreatur schießt und sie schwächt, so dass die Gruppe Es umwerfen und sein Herz herausreißen kann. Eddie kommt hierbei ums Leben. Bill kann seine Frau befreien, welche entführt und gefangen gehalten wurde. Mike erholt sich im Krankenhaus, Richie wird erfolgreicher Schauspieler. Ben und Beverly heiraten eine Woche später und werden in der Folge Eltern.

## Synchronisation
Der Film wurde in den Alster Studios in Hamburg vertont. Rüdiger Schulzki schrieb das Dialogbuch und führte die Dialogregie.
| Rolle                       | Schauspieler        | Synchronsprecher       |
| --------------------------- | ------------------- | ---------------------- |
| Pennywise                   | Tim Curry           | Gerhard Marcel         |
| Ben Hanscom (erwachsen)     | John Ritter         | Rüdiger Joswig         |
| Bill Denbrough (jugendlich) | Jonathan Brandis    | Tammo Kaulbarsch       |
| Bill Denbrough (erwachsen)  | Richard Thomas      | Hans-Georg Panczak     |
| Beverly Marsh (jugendlich)  | Emily Perkins       | Samira Chanfir         |
| Beverly Marsh (erwachsen)   | Annette O’Toole     | Angela Stresemann      |
| Bens Vater                  | Steve Makaj         | Rolf Jülich            |
| Eddie Kaspbrak (erwachsen)  | Dennis Christopher  | Gernot Endemann        |
| Richie Tozier (jugendlich)  | Seth Green          | Jens Wawrczeck         |
| Richie Tozier (erwachsen)   | Harry Anderson      | Andreas von der Meden  |
| Stan Uris (jugendlich)      | Ben Heller          | Björn Gebauer          |
| Stan Uris (erwachsen)       | Richard Masur       | Holger Mahlich         |
| Patti Uris                  | Caitlin Hicks       | Hildegard Krekel       |
| Mike Hanlon (erwachsen)     | Tim Reid            | Peter Lakenmacher      |
| Henry Bowers (jugendlich)   | Jarred Blancard     | Christian Stark        |
| Henry Bowers (erwachsen)    | Michael Cole        | Rüdiger Schulzki       |
| Audra Denbrough             | Olivia Hussey       | Heidi Berndt           |
| Georgie Denbrough           | Tony Dakota         | Sven Florian Schneider |
| Bibliothekshilfe            | Megan Leitch        | Sygun Liewald          |
| Coach                       | Garry Chalk         | Thomas Schüler         |
| Cyndi                       | Venus Terzo         | Traudel Sperber        |
| Taxifahrer                  | Jay Brazeau         | Walter Wigand          |
| Mister Gedreau              | William Bruce Davis | Achim Schülke          |
| Mister Keene                | Tom Heaton          | Lothar Grützner        |
| Mrs. Kaspbrak               | Sheila Moore        | Verena Wiet            |
| Mrs. Kersh                  | Florence Paterson   | Marianne Kehlau        |
| Offizier Nell               | Terence Kelly       | Harald Pages           |
| Nat                         | Charles Siegel      | Ben Hecker             |
| Miss Douglas                | Donna Peerless      | Monika Barth           |
| Tankstellenmitarbeiter      | Boyd Norman         | Walter Wigand          |
| Tante Jean                  | Susan Astley        | Carin Abicht           |

## Kritik
„Beachtliche (Fernseh-) Verfilmung eines Horror-Romans von Stephen King, die geschickt eine bedrohliche Atmosphäre aufbaut und auf unnötige blutige Effekte verzichtet. Für Freunde des Genres spannende Unterhaltung.“

## Auszeichnungen (Auswahl)
Die beiden Editoren des Films erhielten 1991 den Eddie-Award der American Cinema Editors. Richard Bellis erhielt für seine Musik den Emmy.

## Neuverfilmung
Teil 1 der Neuverfilmung mit Bill Skarsgård als Pennywise kam am 8. September 2017 in die US-amerikanischen Kinos. Der deutsche Kinostart war am 28. September 2017. Der zweite Teil kam am 5. September 2019 in die Kinos.